# Hyles sinensis
Hyles sinensis är en fjärilsart som beskrevs av Adolf G. Closs 1917. Hyles sinensis ingår i släktet Hyles och familjen svärmare. Inga underarter finns listade i Catalogue of Life.